# Distrikt Pallasca
Der Distrikt Pallasca liegt in der Provinz Pallasca in der Region Ancash in West-Peru. Der Distrikt wurde am 2. Januar 1857 gegründet. Er besitzt eine Fläche von 110 km². Beim Zensus 2017 wurden 2517 Einwohner gezählt. Im Jahr 1993 lag die Einwohnerzahl bei 3018, im Jahr 2007 bei 2624. Die Distriktverwaltung befindet sich in der 3131 m hoch gelegenen Ortschaft Pallasca mit 1036 Einwohnern (Stand 2017). Pallasca liegt knapp 16 km nordnordöstlich der Provinzhauptstadt Cabana.

## Geographische Lage
Der Distrikt Pallasca liegt im Nordwesten der Provinz Pallasca. Der Río Tablachaca fließt entlang der nördlichen und nordwestlichen Distriktgrenze nach Südwesten.
Der Distrikt Pallasca grenzt im Südwesten an den Distrikt Bolognesi, im Nordwesten an den Distrikt Santa Cruz de Chuca (Provinz Santiago de Chuco), im Norden an die Distrikte Angasmarca und Mollepata (beide in der Provinz Santiago de Chuco), im Osten an den Distrikt Lacabamba sowie im Südosten an die Distrikte Huandoval und Huacaschuque.